# Estibiconita
L'estibiconita és un mineral de la classe dels òxids que rep el seu nom del llatí stibium (antimoni) i del grec konis (pols), en al·lusió a la seva composició i al seu hàbit.
Es tracta d'una espècie aprovada per l'Associació Mineralògica Internacional, tot i que des de l'any 2010 és una espècie qüestionable d'acord amb la nomenclatura revisada dels minerals del supergrup del piroclor.

## Característiques
L'estibiconita és un òxid de fórmula química Sb³⁺Sb⁵⁺₂O₆(OH). Cristal·litza en el sistema isomètric. La seva duresa a l'escala de Mohs es troba entre 5,5 i 7. La caracterització completa dels exemplars d'aquesta espècie és difícil, i requereix d'anàlisi exhaustius sobre els estats d'oxidació de l'antimoni per determinar si es tracta d'una espècie de romeïta amb Sb³⁺ dominant o una nova fase relacionada amb les fases sintètiques conegudes.
Segons la classificació de Nickel-Strunz pertany a «04.DH: Òxids amb proporció Metall:Oxigen = 1:2 i similars, amb cations grans (+- mida mitjana); plans que comparteixen costats d'octàedres» juntament amb els següents minerals: brannerita, ortobrannerita, thorutita, kassita, lucasita-(Ce), betafita, jixianita, hidropiroclor, estibiomicrolita, estanomicrolita, estibiobetafita, fluornatromicrolita, hidrocenoelsmoreïta, bismutostibiconita, oxiplumboromeïta, monimolita, cuproromeïta, stetefeldtita, rosiaïta, zirconolita, liandratita, petscheckita, ingersonita i pittongita.

## Formació i jaciments
És un mineral secundari en jaciments hidrotermals, substituint principalment l'estibina. Va ser descrita per primera vegada al districte miner de Brandholz-Goldkronach, a la regió d'Oberfranken de l'Estat Lliure de Baviera (Alemanya), tot i que també ha estat descrita àmpliament per tot el planeta. Als territoris de parla catalana ha estat descrita al Mas de la Guardia, a la localitat d'Oms, al Rosselló (Catalunya Nord), així com a la Collada Verda (Pardines, Girona) i a la mina de Serra Mata, a El Pont de Bar (Alt Urgell, Lleida).